# Mesopolobus pseudolaticornis
Mesopolobus pseudolaticornis är en stekelart som beskrevs av Rosen 1966. Mesopolobus pseudolaticornis ingår i släktet Mesopolobus och familjen puppglanssteklar.
Artens utbredningsområde är Sverige. Arten är reproducerande i Sverige. Inga underarter finns listade i Catalogue of Life.